# Luka Turkulov
Luka Turkulov, né le 31 octobre 2003 à Novi Sad, est un coureur cycliste serbe. 

## Biographie
Luka Turkulov commence sa carrière cycliste en avril 2021. Avant de se mettre au vélo, il pratiquait le judo ainsi que le sambo (un art martial),. 
En 2022, il intègre l'équipe continentale Kranj. Bon rouleur, il devient champion de Serbie du contre-la-montre dans la catégorie des espoirs. Il termine également deuxième de son championnat national en ligne chez les élites et neuvième du Grand Prix cycliste de Gemenc. L'année suivante, il conserve son titre de champion national. Il s'impose par ailleurs sur une étape du Tour d'Albanie.

## Palmarès et résultats

### Palmarès par année
- 2020
  - 3e du championnat de Serbie de cyclo-cross juniors
- 2022
  -  Champion de Serbie du contre-la-montre espoirs
  - 2e du championnat de Serbie sur route
- 2023
  -  Champion de Serbie du contre-la-montre espoirs
  - 3e étape du Tour d'Albanie
  - 2e du championnat de Serbie de cyclo-cross espoirs
  - 3e du championnat de Serbie sur route espoirs
  - 3e du championnat de Serbie du critérium
- 2024
  -  Champion de Serbie du contre-la-montre espoirs
- 2025
  - 2e du championnat de Serbie sur route espoirs
  - 2e du championnat de Serbie du contre-la-montre espoirs

### Classements mondiaux
| Année                                 | 2022 | 2023 | 2024  |
| ------------------------------------- | ---- | ---- | ----- |
| Classement mondial                    | 838e | 641e | 1220e |
| UCI Europe Tour                       | 624e | nc   | nc    |
|                                       |      |      |       |
| Légende : nc = non classéSource : UCI |      |      |       |